# 南部町立名川小学校
南部町立名川小学校（なんぶちょうりつ ながわしょうがっこう）は、青森県三戸郡南部町大字平にある公立小学校。

## 概要
旧名川町全域を学区とする。
出典
- 本校は、南部町立学校の再編により、旧名川町内にある名久井・名川南・剣吉の3小学校を統合して開校する。
- なお、校舎は、旧名久井小学校校舎を継続使用する。

## 沿革
- 2023年（令和5年）
  - 4月1日 - 名久井・名川南・剣吉の3小学校を統合して開校。
  - 4月5日 - 開校式典挙行[3]。

## 教育目標
- 共に高めあい 未来を創り出す子

## 学区
- 南部町の旧名川町全域（大字上名久井、剣吉、下名久井、平、高瀬、鳥舌内、斗賀、鳥谷、虎渡、法光寺、森越）

## アクセス
2023年2月時点のデータ
- なんぶ里バス「名久井小学校通」バス停下車後、徒歩約70m・約1分。
- 南部町立名川中学校から、徒歩約280m・約4分。
- 南部町役場から、徒歩約450m・約6分。
- 南部町健康センターから、徒歩約200m・約3分。

## 周辺
- 南部町立名川中学校 - 主な進学先中学校で、学区も同一。
- 学校給食センター
- ふるさと運動公園
- B&G海洋センター
- 国保南部町医療センター